# Dia Mundial da Sociedade da Informação
O Dia Mundial da Sociedade da Informação foi instituído no dia 17 de maio por resolução da Assembleia Geral das Nações Unidas, dando sequência ao encontro da Cúpula Mundial sobre a Sociedade da Informação, ocorrido em Túnis, em 2005. O principal objetivo do dia é chamar a atenção de todo o mundo para as mudanças da sociedade proporcionada pela Internet e pelas novas tecnologias. A data também tem como objetivo ajudar a reduzir a exclusão digital.

## História
Dia Mundial das Telecomunicações
O dia já havia sido conhecido como "Dia Mundial das Telecomunicações" para comemorar a fundação da União Internacional de Telecomunicações em 17 de maio de 1865. Foi instituído pela Conferência Plenipotenciária em Málaga-Torremolinos em 1973.
O principal objetivo do dia foi aumentar a conscientização global sobre as mudanças sociais trazidas pela Internet e pelas novas tecnologias. Visa também ajudar a reduzir o fosso digital.
Dia Mundial da Sociedade da Informação
O Dia Mundial da Sociedade da Informação foi um dia internacional proclamado em 17 de maio por uma resolução da Assembleia Geral das Nações Unidas, após a Cúpula Mundial sobre a Sociedade da Informação de 2005 em Túnis.
Dia Mundial das Telecomunicações e da Sociedade da Informação
Em novembro de 2006, a Conferência Plenipotenciária da UIT em Antalya, Turquia, decidiu celebrar ambos os eventos em 17 de maio como o Dia Mundial das Telecomunicações e da Sociedade da Informação.

## Tópicos
- 1969 O papel e as atividades da União
- 1970 Telecomunicações e formação
- 1971 Espaço e Telecomunicações
- 1972 Rede Mundial de Telecomunicações
- 1973 Cooperação Internacional
- 1974 Telecomunicações e Transportes
- 1975 Telecomunicações e Meteorologia
- 1976 Telecomunicações e Informação
- 1977 Telecomunicações e Desenvolvimento
- 1978 Comunicações de Rádio
- 1979 Telecomunicações a Serviço da Humanidade
- 1980 Telecom Rural
- 1981 Telecomunicações e Saúde
- 1982 Cooperação Internacional
- 1983 Um mundo, uma rede
- 1984 Telecomunicações: uma visão ampla
- 1985 Telecom é bom para o desenvolvimento
- 1986 Parceiro em movimento
- 1987 Telecom Serve Todos os Países
- 1988 Disseminação do Conhecimento Tecnológico na Era Eletrônica
- 1989 Cooperação Internacional
- 1990 Telecomunicações e Desenvolvimento Industrial
- 1991 Telecomunicações e Segurança Humana
- 1992 Telecomunicações e Espaço: Xintiandi
- 1993 Telecomunicações e Desenvolvimento Humano
- 1994 Telecomunicações e Cultura
- 1995 Telecomunicações e Ambiente
- 1996 Telecomunicações e Desporto
- 1997 Telecomunicações e Ajuda Humanitária
- 1998 Comércio de Telecomunicações
- 1999 Comércio eletrônico
- 2000 Comunicações Móveis
- 2001 Internet: Desafios, Oportunidades e Perspectivas
- 2002 Ajudando as pessoas a superar a exclusão digital
- 2003 Ajudando toda a humanidade a se comunicar
- 2004 Tecnologia da Informação e Comunicação: Um Caminho para o Desenvolvimento Sustentável
- 2005 Tomar medidas para criar uma sociedade da informação justa
- 2006 Avançando na segurança cibernética global
- 2007 Deixe as TIC beneficiarem a próxima geração
- 2008 Permitir que as TIC beneficiem as pessoas com deficiência e que todas as pessoas desfrutem das oportunidades das TIC
- 2009 Proteja a segurança online das crianças
- 2010 TIC Torna a Vida Urbana Melhor
- 2011 As TIC melhoram a vida rural
- 2012 Informação Comunicação e Mulheres
- 2013 TIC e melhoria da segurança rodoviária
- 2014 Banda larga promove desenvolvimento sustentável
- 2015 Telecomunicações e Tecnologia da Informação e Comunicação: Forças Motrizes da Inovação
- 2016 Promover o Empreendedorismo em TIC e Expandir o Impacto Social
- 2017 Desenvolver Big Data e Expandir Influência
- 2018 Promover o uso adequado da inteligência artificial para o benefício de toda a humanidade
- 2019 Reduzindo a lacuna de padronização
- 2020 Objetivo de conectividade 2030 2020: Usando as TIC para promover o alcance dos Objetivos de Desenvolvimento Sustentável
- 2021 Acelerando a transformação digital em tempos desafiadores
- 2022 Tecnologias digitais para idosos e saúde
- 2024 Inovação Digital para o Desenvolvimento Sustentável